# 菲利帕·鮑恩斯
菲利帕·鮑恩斯（英語：Philippa Boyens），紐西蘭的電影編劇、製片人。與彼得·傑克森及法蘭·華許合作撰寫了《魔戒電影三部曲》、《金剛》、《蘇西的世界》和《哈比人電影系列》等電影的劇本。她與傑克森和華許因《魔戒三部曲：王者再臨》而獲得了第76屆奧斯卡獎的最佳改編劇本獎。
2000年，她被《綜藝雜誌》評為「十大最佳作家」。2006年獲得奧克蘭大學傑出校友獎。

## 個人生活

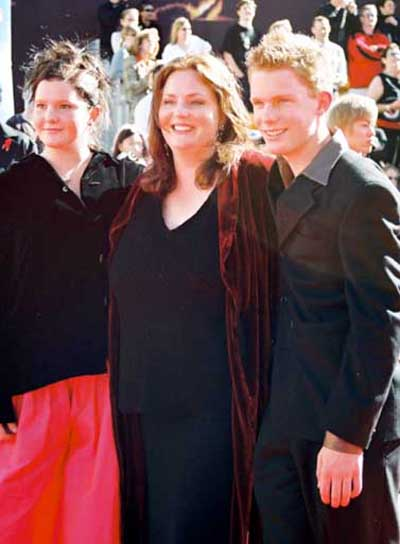
菲利帕·鮑恩斯與她的子女。攝於2003年。

菲利帕與其夫保羅·吉廷斯共育有二子一女，其女兒菲比·吉廷斯曾於《哈比人：荒谷惡龍》中客串躍馬旅店的一名女侍應，長子卡倫·吉廷斯則飾演《魔戒二部曲：雙城奇謀》中的哈拉斯。

## 作品列表
| 年分   | 片名                 | 備註             |
| ------ | -------------------- | ---------------- |
| 2001年 | 魔戒首部曲：魔戒現身 | 編劇             |
| 2002年 | 魔戒二部曲：雙城奇謀 | 編劇             |
| 2003年 | 魔戒三部曲：王者再臨 | 編劇             |
| 2005年 | 金剛                 | 編劇、聯合製片人 |
| 2009年 | 可愛的骨頭           | 編劇、聯合製片人 |
| 2009年 | 第九禁區             | 編劇、聯合製片人 |
| 2012年 | 哈比人：意外旅程     | 編劇、聯合製片人 |
| 2013年 | 哈比人：荒谷惡龍     | 編劇、聯合製片人 |
| 2014年 | 哈比人：五軍之戰     | 編劇、聯合製片人 |
| 2018年 | 移動城市：致命引擎   | 編劇、聯合製片人 |

## 外部連結
- 菲利帕·鮑恩斯 （页面存档备份，存于）在IMDb上的資料 （英文）
- 菲利帕·鮑恩斯 （页面存档备份，存于）在時光網上的資料